# 山谷初男
山谷 初男（やまや はつお、1933年〈昭和8年〉12月19日 - 2019年〈令和元年〉10月31日）は、日本の俳優。本名:山谷 八男。旧芸名は山谷 初夫。舞プロモーションに所属。秋田県仙北郡角館町（現仙北市）出身。秋田県立角館北高等学校（現：秋田県立角館高等学校）卒業。役者仲間からは「はっぽん」の愛称で親しまれた。

## 人物・来歴
八か月の早産で産まれたことから、八男と名付けられたが、生死が危ぶまれていた中、奇跡的に生き続けたため、もう一つの名前として「初男」を与えられている。その「はつお」から「ハツ坊」「ハッポ」というあだ名がつけられた。
高校卒業後に画家を目指して上京。当初は中野の通信学校に入っていたが、昼は代々木の予備校、夜は阿佐ヶ谷の絵の学校にも通う。翌年、東京芸大の洋画科を受験しているが、実技で持参する絵のサイズが小さすぎ、この年は諦める。
二浪していたある日、阿木翁助作の『わが大学にある日々は』という劇団東芸の芝居を観たことにより情熱が芽生え、パンフレットにあった「研究生募集」に惹かれ、そのまま受験して入団する。
1953年、劇団東芸での『ホタルの歌』の三吉役で初舞台を踏む。
有名劇団に入りたいとも思い、俳優座を受けるも不合格。のちに自由劇場、炎座、俳優小劇場の第一回研究生にもなっている（同期に山口崇がいる）。
1964年に『ケチまるだし』の森本健二役で映画デビュー。
若い頃は寺山修司主宰の天井桟敷に参加していた。
時代劇での凄みのある悪役をこなす一方、素朴な役柄もこなしていた。日活ロマンポルノにも多数出演していた。
1966年の『胎児が密猟する時』、1967年の『性の放浪』で、映画評論の新人賞を獲得。特異な俳優として注目され始める。この頃に結婚するも、滅多に家に帰らず、ロケに出たり、俳優小劇場の海の家に泊まったりが続いたことから、離婚している。
1973年、『国盗り物語』の赤兵衛役で一躍有名になった（里帰りした際は、実家の旅館に大勢の人が集まり、30枚以上の色紙にサインするほどだった）。この頃は俳優小劇場で知り合った伊佐山ひろ子が恋人だった。
2019年10月31日、間質性肺炎のため、秋田市の病院で死去。85歳だった。
生家はJR角館駅前の「やまや旅館」である（「食堂やまや」も経営）。
秋田県出身とのことで秋田弁を自在に使えるため、東北弁の役柄が多かった。
1994年4月角館町に小劇場「はっぽん館」を建設。演劇、芸能全般、交流の館として地域に開放している。
特技は東北弁、手芸。特に編み物に関しては、自分で着るベストなどを編んでいることを関根勤や黒柳徹子から賞賛された。

## 出演

### テレビドラマ
- テレビ指定席 / 霧（1965年、NHK）
- ウルトラQ 第24話「ゴーガの像」（1966年、TBS / 円谷プロ） - 猫（国際密輸団の手下）[注釈 2]
- 特ダネ記者（1966年、NTV）
- バンパイヤ 第16話「人間狩り」（1969年、CX）
- 三十六人の乗客（1969年、NHK）
- 幻花（1971年、NHK）
- シルバー仮面 第9話「見知らぬ町に追われて」（1971年、TBS） - 僧侶[注釈 2]
- 荒野の素浪人 第1シリーズ 第39話「鷲の巣城 御金蔵破り」（1972年、NET / 三船プロ）
- ジキルとハイド（1973年、東宝 / CX）
  - 第5話「黒い花輪」
  - 第12話「偽りの園」 - 稲生千吉
- 大河ドラマ / 国盗り物語（1973年、NHK） - 赤兵衛
- 木枯し紋次郎 第2部 第18話「雪燈籠に血が燃えた」（1973年、CX / C.A.L） - 仙助
- 木曽街道いそぎ旅 第6話「鬼押出しの決闘」（1973年、CX）
- 戦国ロック はぐれ牙 第3話「恨みの館に火を掛けろ」他（1973年、CX / C.A.L） - 兵衛配下
- 天下堂々 （1973年、NHK） - 国定忠次
- 銀河テレビ小説（NHK）
  - 何処へ（1973年）
  - 黄色い涙（1974年） - 「シップ」のマスター 林田
  - 夜の王様（1975年）
  - 霧の中の少女（1976年） - 竹さん
- 笹舟の二人（1973年、NHK）
- 大江戸捜査網 （12ch / 三船プロ）
  - 第116話「必殺牢の闘い」（1973年） - 三次郎
  - 第373話「女掏摸 初春に翔ぶ」（1979年） - 喜作
- 荒野の用心棒 第37話「さい果てに若獅子は雄叫び…」（1973年、NET / 三船プロ） - 仁助
- 風の中のあいつ 第23話「斬って流れてけもの道」（1974年、TBS）
- 金曜劇場 / あやとり（1974年、NTV）
- 伝七捕物帳（NTV）
  - 第29話「老母思いの泥棒兄弟」（1974年） - 次助
  - 第60話「呪われた相続人」（1975年） - 弥助
  - 第126話「江戸に入った賞金稼ぎ」（1976年） - きつつきの虎次郎
- 必殺シリーズ（ABC / 松竹）
  - 暗闇仕留人 第22話「怖れて候」（1974年） - 熊蔵
  - 翔べ! 必殺うらごろし 第7話「赤い雪を降らせる怨みの泣き声」（1979年） - 仁助
- マチャアキの森の石松 第4話「夕陽に赤いみれん花」（1975年、NET）
- 新宿警察 第15話「脅迫電話」（1975年、CX / 東映） - 吉田鉄
- 非情のライセンス 第2シリーズ 第76話「兇悪の慕情」（1976年、NET / 東映） - 山口金男
- 大都会シリーズ（NTV / 石原プロ）
  - 大都会 闘いの日々 第23話「山谷ブルース」（1976年） - 労務者
  - 大都会 PARTIII 第21話「東京私設警察」（1979年） - 川島貞夫
- 俺たちの旅 第45話「愛しているから哀しいのです」（1976年、NTV / ユニオン映画）
- 連続テレビ小説（NHK）
  - 雲のじゅうたん（1976年）
  - いちばん星（1977年） - 柏倉巡査
  - ロマンス（1984年）
  - はね駒（1986年） - 梅沢先生 役
  - こころ（2003年） - 丹下紀夫
- ポーラテレビ小説（TBS）
  - さかなちゃん（1976年 - 1977年） - 虎さん
  - 元気です!（1980年 - 1981年） - 長浜十郎
- 気まぐれ天使 第31話「赤い夕陽にピンクの風」（1977年、NTV / ユニオン映画） - 巡査
- ゴールデンドラマシリーズ / 砂の器（1977年、CX） - 巡査
- 達磨大助事件帳 第3話「父子だるま」（1977年、ANB / 前進座 / 国際放映） - 島造
- 熱中時代 先生編 第1シリーズ 第21話「人情タコ焼き先生」（1979年、NTV / ユニオン映画） - 平山
- 土曜ワイド劇場（ANB→EX）
  - 家庭の秘密 乱れる（1979年）
  - 戦後最大の誘拐 吉展ちゃん事件（1979年6月30日） - 松内
  - 温泉・大作戦! 星野さつきの事件簿（2004年）
- 燃えろアタック 第20話「涙のブロッカー魂」（1979年、ANB） - 大山珍平
- Gメン'75（TBS / 東映）
  - 第197話「非行少女ミキ」（1979年） - 亀田寅雄
  - 第246話「女子大学入試殺人事件」（1980年） - 田村のり子の父
- 太陽にほえろ! （東宝 / NTV）
  - 第348話「ジュンとキング」（1979年） - 野田（ペットショップ店長）
  - 第403話「罪と罰」（1980年） - 土屋一夫
  - 第517話「落書き」（1982年） - 松原
  - 第571話「誘拐」（1983年） - 谷山良夫
  - 第670話「ドック潜入! 泥棒株式会社」（1985年） - 大友刑事
- 探偵物語（NTV / 東映ビデオ）
  - 第1話「聖女が街にやって来た」（1979年） - 宮下公園のおじさん
  - 第20話「逃亡者」（1980年） - 医師
- 大空港 第70話「国際窃盗団潜入 五億円の名画を追え!」（1980年、CX / 松竹） - 佐伯
- 12時間超ワイドドラマ / それからの武蔵（1981年、12ch） - 鴨甚内* 少年ドラマシリーズ（NHK）
  - 家族天気図（1980年） - 橋本刑事
- 俺はおまわり君（1981年、NTV）
- 火曜サスペンス劇場（NTV）
  - さよならも言わずに消えた!（1981年）
  - 大都会の死角（1983年）
  - フルムーン旅情ミステリー 第2作「みちのく殺人事件」（1990年） - 佐々木
  - 松本清張作家活動40年記念 ドラマスペシャル・たづたづし（1992年） - 渋谷一三
  - 軽井沢ミステリー（2003年）
    - 第3作「春待ち人」 - 岩田春男
    - 第5作「子別れ」 - 山崎幸吉
- 水曜時代劇 / 立花登・青春手控え 第4話「善人長屋」（1982年、NHK）
- 西部警察 PART-II 第14話「男たちの絆」（1982年、ANB / 石原プロ） - とら吉（元情報屋）
- ハウスこども傑作劇場 / もしもし、こちらオオカミ（1982年、ANB）
- 阪急ドラマシリーズ / 怪人二十面相と少年探偵団II（1984年、KTV / 宝塚映像） - 駒田六平警部補
- 新大型時代劇 / 真田太平記（1985年、NHK） - 鹿野権左
- 夏樹静子サスペンス「二度とできない」（1986年、KTV / 東海映画）
- ジャングル→NEWジャングル（1987年 - 1988年、NTV / 東宝） - 佐久間完治巡査部長
- 女ねずみ小僧 第11話「たたきゃいいってもんじゃない」（1989年、CX / C.A.L） - 内藤家の用人
- 火曜ミステリー劇場 / 三毛猫ホームズシリーズ 第1作「三毛猫ホームズの結婚披露宴」（1989年、ANB） - 米田刑事
- 家栽の人（1993年、TBS） - 高崎又二
- 夏子の酒（1994年、CX） - 宮川源平[注釈 3]
- 風の刑事・東京発! 第1話「風間大輔、東京駅に着任す 函館行き! 誘拐旅行の女」（1995年、ANB）
- 金曜ドラマ / 青い鳥（1997年、TBS） - 柿沢
- 3番テーブルの客（1997年、フジテレビ）
- 水曜劇場 / タブロイド（1998年、CX） - 長谷部聡
- ドラマ30 / ああ嫁姑（1999年、MBS）
- 傷だらけの女（1999年、KTV）
- シンデレラは眠らない（2000年、YTV）
- 忠臣蔵1/47（2001年、CX）
- 鉄道員（2002年、ANB）
- 相棒 season1 第10話「最後の灯り」（2002年12月11日、ANB） - 猪野大
- 女と愛とミステリー（TX）
  - 黒い目撃者（2002年）
  - さすらい署長 風間昭平 第2作「こまち田沢湖殺人事件」（2004年） - 佐藤和助
- ドラマDモード / 君を見上げて（2002年、NHK）
- 世にも奇妙な物語
  - '02秋の特別版 / 知らなすぎた男（2002年、CX）
  - 「妻の記憶」（2017年、CX） - 三島老人
- ホーム&アウェイ（2002年、CX） - 一倉興作
- メッセージ〜言葉が裏切っていく〜（2003年、NTV）
- 金曜エンタテイメント→金曜プレステージ（CX）
  - スチュワーデス刑事 第8作（2004年） - 藤井晃三
  - 浅見光彦シリーズ 第46作「はちまん」（2013年） - 飯島昭三
- 月曜ミステリー劇場（TBS）
  - 弁護士迫まり子の遺言作成ファイル 第5作「告発」（2003年） - 柳川和夫
  - 会計士探偵上条麗子の事件推理 第4作「死を呼ぶ老後資金」（2004年） - 並河
- FIRE BOYS 〜め組の大吾〜 第8話「猛火に突進した女」（2004年、CX） - 与一
- プレミアムステージ→土曜プレミアム（CX）
  - 犬神家の一族（2004年） - 志摩久平
  - 出るトコ出ましょ!（2007年） - 玉川武雄
- ドリーム〜90日で1億円〜（2004年、NHK）
- 水曜ドラマ / 一番大切な人は誰ですか?（2004年、NTV） - 川原の初老の男
- 木曜劇場（CX）
  - 優しい時間（2005年） - 高松
  - 拝啓、父上様 第7話（2007年） - 平山
  - 最高の離婚 第4話「あなたが好きなのは自分だけ」（2013年） - 樺田
- ほんとにあった怖い話 / 夜のおじさん（2005年、CX）
- 木曜ドラマ菊次郎とさき 第2シリーズ（2005年、EX）
- 飛鳥へ、そしてまだ見ぬ子へ（2005年、CX）
- かあちゃんが来た（2006年、NHK）
- 愛の劇場 / すてきにコモン!（2006年、TBS） - 森浩太朗
- 日曜劇場（TBS）
  - 華麗なる一族（2007年） - 大垣市太
  - 天皇の料理番 第6話「アイスフライと誘惑」（2015年） - バンザイ軒の客（肉が固くて噛めない老人）
- 松本清張 点と線（2007年、EX） - 改札員
- 土曜ドラマ /  魔女裁判（2009年、CX） - 井筒肇
- 土曜時代劇 / オトコマエ!2 第7話「夫婦日和」（2009年、NHK） - 源爺
- リーガル・ハイ 第7話「骨肉の相続争い! 醤油一族に潜む秘密と嘘」（2012年、CX） - 田ノ下弁護士
- ドラマWスペシャル / 尋ね人（2012年、WOWOW） - 岩井六三郎（バーのマスター）
- 鴨、京都へ行く。-老舗旅館の女将日記- 第6話「ウェーバー伯爵失踪事件! 30年前の秘密」（2013年、CX） - 遠山勘兵衛
- 金曜ナイトドラマ / 私の嫌いな探偵 第6話「七つのビールケースの問題」（2014年、EX） - 田所誠太郎
- 土曜ドラマ / スクラップ・アンド・ビルド（2016年、NHK） - 健斗の祖父
- 帯ドラマ劇場（EX）
  - やすらぎの郷（2017年） - 三角寬次
  - やすらぎの刻〜道（2019年）[6] - 三角寬次 [注釈 4]
- 限界団地（2018年、THK / CX） - 寺内仁

### ラジオドラマ
- ステレオによる叙事詩「まんだら」（作：寺山修司、1967年、NHK）

### 映画
- ケチまるだし（1964年、不破三雄監督 / 松竹） - 森本健二
- 胎児が密猟する時（1966年、若松孝二監督 / 若松プロ） - 丸木戸定男
- 裏切りの季節（1966年、大和屋竺監督 / 若松プロ）
- 避妊革命（1967年、足立正生監督 / 若松プロ） - 京谷三郎
- 日本暴行暗黒史 異常者の血（1967年、若松孝二監督 / 若松プロ）
- 性の放浪（1967年、若松孝二監督 / 若松プロ） - 種田昌三
- 荒野のダッチワイフ（1967年、大和屋竺監督 / 国映）
- 変質者（1967年、山本晋也監督 / 若松プロ）
- 性犯罪（1967年、若松孝二監督 / 若松プロ） - ポン引き
- 肉体の欲求（1968年、若松孝二監督 / 若松プロ）
- 性地帯 セックスゾーン（1968年、足立正生監督 / 若松プロ） - 丸木戸定男
- 金瓶梅（1968年、若松孝二監督 / 松竹） - 武大
- 性遊戯（1969年、足立正生監督 / 若松プロ） - 孝二
- 狂走情死考（1969年、若松孝二監督 / 若松プロ） - 長老
- 無頼漢（1970年、篠田正浩監督 / 東宝、にんじんくらぶ） - 葦市
- 修羅（1971年、松本俊夫監督 / 松本プロ、日本アート・シアター・ギルド） - 長八
- 八月の濡れた砂（1971年、藤田敏八監督 / 日活、ダイニチ映配） - 五郎
- いのちぼうにふろう（1971年、小林正樹監督 /俳優座映画放送、東宝） - 文太
- あゝ声なき友（1972年、今井正監督 / 松竹） - 漁民
- 子連れ狼 死に風に向う乳母車（1972年、三隅研次監督 / 東宝）
- 女地獄・森は濡れた（1973年、神代辰巳監督 /日活） - 竜之助
- 日本妖怪伝 サトリ（1973年、東陽一監督 / 青林舎）- サトリ
- 番格ロック（1973年、内藤誠監督 /東映） - 今野保護司
- 四畳半襖の裏張り（1973年、神代辰巳監督 / 日活） - ぴん助
- 砂の器（1974年、野村芳太郎監督 / 松竹） - 亀田署員
- サンダカン八番娼館 望郷（1974年、熊井啓監督 / 東宝、俳優座） - イッちゃん（夜這いの行商）
- エスパイ（1974年、福田純監督 / 東宝） - ボール[7]
- 冒険者たち（1975年、臼井高瀬監督 / 冒険舎） - プリンス号船長
- 青い山脈（1975年、河崎義祐監督 / 東宝） - 田中先生
- おしゃれ大作戦（1976年、古澤憲吾監督 / 東宝） - トラックの運転手
- 若い人（1977年、河崎義祐監督 / 東宝） - 秋本先生
- 八甲田山（1977年、森谷司郎監督 /東宝） - 沢中吉平
- 八つ墓村（1977年、野村芳太郎監督 / 松竹） - 馬喰吉蔵
- 俺は田舎のプレスリー（1978年、満友敬司監督 / 松竹） - 駐在
- 鬼畜（1978年、野村芳太郎監督 / 松竹） - 印刷屋
- 赫い髪の女 （1979年、神代辰巳監督 / にっかつ） - 光造の姉の男
- 俺たちの交響楽（1979年、朝間義隆監督 / 松竹） - 工場の班長
- 俺達に墓はない（1979年、澤田幸弘監督 / 東映セントラルフィルム） - 中井
- 十九歳の地図（1979年、柳町光男監督 / プロダクション群狼） - 店主
- 夜叉ヶ池（1979年、篠田正浩監督 / 松竹） - 与十
- スーパーＧＵＮレディ ワニ分署 （1979年、曽根中生監督 / にっかつ)
- わるいやつら（1980年、野村芳太郎監督 / 松竹） - 藤島春次
- ツィゴイネルワイゼン（1980年、鈴木清順監督 / シネマ・プラセット） - 巡査
- 思えば遠くへ来たもんだ（1980年、朝間義隆監督 / 松竹） - 檜山大八郎
- 四季・奈津子（1980年、東陽一監督 / 東映洋画） - 北京料理店のチーフ
- 五番町夕霧楼（1980年、山根成之監督 / 松竹） - 鳳閣寺・大原
- 遥かなる走路（1980年、佐藤純弥監督 / 松竹） - 佐藤亀次郎
- 子どものころ戦争があった（1982年、斉藤貞郎監督 / 松竹） - 手代木巡査
- 海峡（1982年、森谷司郎監督 / 東宝） - 石谷音太郎
- 男はつらいよ 旅と女と寅次郎（1983年、山田洋次監督 / 松竹） - 漁船の船長
- 居酒屋兆治（1983年、降旗康男監督 / 東宝） - 有田
- 天城越え（1983年、三村晴彦監督 / 松竹） - 山田警部補
- 鍵（1983年、木俣堯喬監督） - 石塚マッサージ師
- 北の螢（1984年、五社英雄監督 / 東映） - 丸徳
- 俺ら東京さ行ぐだ（1985年、栗山富夫監督 / 松竹） - カメラマンA
- 火宅の人（1986年、深作欣二監督 / 東映） - 葉子の養父
- 紳士同盟（1986年、那須博之監督 / 東映） - 樹里野耕平
- 幕末青春グラフィティ Ronin 坂本竜馬（1986年、河合義隆監督 ／ 東宝） - 庄兵衛
- 愛はクロスオーバー（1987年11月14日、東映）
- われに撃つ用意あり（1990年、若松孝二監督 / 松竹） - 林紫陽
- 泣きぼくろ（1991年、工藤栄一監督 / 松竹富士） - 梅津春夫
- きらきらひかる（1992年、松岡錠司監督 / ヘラルド）
- 寝盗られ宗介（1992年、若松孝二監督 / 松竹富士） - 留造
- 怖がる人々（1994年、和田誠監督 / 松竹） - 甚平
- キッズ・リターン（1996年7月27日、北野武監督 / ユーロスペース） - ジムの会長
- カンゾー先生（1998年、今村昌平監督 / 東映） - 袴田の爺さん
- のど自慢（1999年、井筒和幸監督 / シネカノン） - 名曲堂の店主
- 秘密（1999年、滝田洋二郎監督 / 東宝） - 三郎
- さよなら、クロ（2003年7月5日松岡錠司監督 / シネカノン） - 溝口校長
- カミュなんて知らない（2006年、柳町光男監督 / プロダクション群狼）
- どろろ（2007年、塩田明彦監督 / 東宝） - 地獄堂の住職
- 舞妓Haaaan!!!（2007年、水田伸生監督 / 東宝） - カメラ老人
- さまよう刃（2009年、益子昌一監督 / 東映） - 木島隆明
- 新堀川の上で（2012年、山口智監督 / ニューシネマワークショップ）
- じんじん（2013年、山田大樹監督 / 「じんじん」全国配給委員会） - 小山善次郎
- 少年H（2013年、降旗康男監督 / 東宝） - うどん屋の主人
- セシウムと少女（2015年、才谷遼監督 / ふゅーじょんぷろだくと） - 田の神（たーさん）
- THE LIMIT OF SLEEPING BEAUTY-リミット・オブ・スリーピング ビューティ-（2017年、二宮健監督 / アーク・フィルムズ） - マスター
- ニッポニアニッポン フクシマ狂詩曲（2019年3月9日、才谷遼監督 / ラピュタ阿佐ヶ谷）

### 舞台
- 大山デブ子の犯罪（1967年、東由多加演出）
- 毛皮のマリー（1967年、寺山修司演出）
- ロミオとジュリエット（1974年、蜷川幸雄演出）
- 四谷諧談（1975年、早野寿郎演出）
- 浅草キヨシ伝　強いばかりが男じゃないといつか教えてくれたひと（1977年、小沢昭一演出）
- 王女メディア（1978年 - 1993年、蜷川幸雄演出）
- 夏の夜の夢（1996年、蜷川幸雄演出）
- アパートの鍵貸します（1998年、竹邑類演出） - ドレイファス医師
- かもめ（1999年、蜷川幸雄演出）
- 西鶴一代女（1999年、加納幸和演出） - 大黒屋／大文字屋宗兵衛
- DECIMA-出島（2000年、鵜山仁演出）
- 愛の賛歌（2000年、美輪明宏演出） - ルイ・ルプレ
- 雪まろげ（2000年、北村文典演出）
- ハムレット（2001年、蜷川幸雄演出）
- オイディプス王（2002年、蜷川幸雄演出） - 羊飼い
- 愛の賛歌（2006年、美輪明宏演出） - ルイ・ルプレ
- ドン・キホーテ（2007年 - 2008年、丹野郁弓演出 / 無名塾公演） - サンチョ・パンサ
- マクベス（2009年、林清人演出 / 無名塾公演） - 門番
- 愛の賛歌（2011年、美輪明宏演出） - ルイ・ルプレ
- HIKOBAE（2012年、梶原涼晴演出） - 漁師の源太郎
- 大事なはなし（2012年、ノゾエ征爾演出） - 老人
- HIKOBAE（2013年、塩屋俊演出） - 漁師の源太郎
- 毛皮のマリー（2013年、森崎偏陸演出 / 青蛾館公演） - 下男
- ハムレット（2015年、蜷川幸雄演出） - 墓掘り/重臣/役者
- 青い種子は太陽のなかにある（2015年、蜷川幸雄演出）
- 探偵は謎解きがド下手（2016年、喰始演出） - 老シャンソン歌手

### テレビアニメ
- まえがみ太郎（1979年、CX） - 語り[8]
- 種山ヶ原の夜（2006年、男鹿和雄監督）

### 劇場アニメ
- 風を見た少年（2000年）- ウルス[9]

### 吹き替え
- イージー・ライダー（ビリー〈デニス・ホッパー〉）
- 荒野の七人（ミゲル〈ジョン・A・アロンゾ〉）※NET版

### ナレーション
- NHKスペシャル
  - 巨大生物を育てる奇跡の海（2000年、NHK）
  - 海のけもの道を探せ（2002年、NHK）
- ハイビジョンスペシャル
  - 北国の盆 いのちのかがり火〜西馬音内盆踊りとともに〜（2012年、NHKBSプレミアム）

### バラエティ
- 秘密のケンミンSHOW

### CM
- カゴメ「野菜ジュース」（1973年）
- 東京電力（バックに流れていた「僕は3丁目の電柱です」の歌）
- 唐土庵「生もろこし」（秋田ローカル、大黒様姿で秋田民謡の「秋田大黒舞」を踊る）
- 秋田県観光PR「ま、ま、そのまま、そのまま。秋田県・食い道楽編」ナレーション（2002年、「温泉天国編」は浅利香津代）

## 音楽
- 『山谷初男の放浪詩集 新宿／山谷初男 with はちみつぱい』LP：SF-1045（1974年）
- 『山谷初男の放浪詩集 新宿／山谷初男 with はちみつぱい』CD：PCD-1589（1998年） ※寺山修司の解説、ライナーをとうじ魔とうじと湯浅学が担当
- 『山谷初男の放浪詩集 新宿／山谷初男 with はちみつぱい』CD：VICL-62206（2006年） ※寺山修司の解説 当時のレコードジャケットのデザインのまま、CDサイズに縮小
- 『koki／山谷初男』CD：HAPPON-001（2003年）
- 『心の本棚-放浪の俳人 山頭火／朗読 山谷初男』CD：KICG-5024（2004年）
- 『寺山修司ラジオ・ドラマCD「まんだら」／出演 山谷初男 他』CD：KICC-547（2005年）
- 『名作を聴く(2)〜国木田独歩／朗読 山谷初男』CD：KICG-5057（2006年）
- 『名作を聴く(10)〜近代小説集／朗読 山谷初男 他』CD：KICG-5067（2006年）
- 『日本人のこころと品格〜学問のすゝめ／朗読 山谷初男』CD：KICG-5079（2007年）
- 『koki／山谷初男』CD：HAPPON-001（2006年）
- 『kiju／山谷初男』CD：HAPPON-002（2010年）